# ميخائيل لوف
ميخائيل لوف (بالإنجليزية: Michael Love)‏ (27 نوفمبر 1973 بستوكبورت في المملكة المتحدة - ) هو لاعب كرة قدم بريطاني في مركز الدفاع. لعب مع ستيفيناغ بوروه ونادي سليغو روفرز وويكمب وندررز وويغان أتلتيك ونونيتون بورو ‏ ونادي تاموورث وBrackley Town F.C. ‏ وHinckley Athletic F.C. ‏ وهنكلي يونايتد ‏ ونادي بارويل وشبشيد دينامو ‏ ورجبي تاون وستراتفورد تاون ‏.

## وصلات خارجية
- ميخائيل لوف على موقع قاعدة بيانات كرة القدم.إي يو (الإنجليزية)
- ميخائيل لوف على موقع Soccerbase.com (لاعب) (الإنجليزية)